# Sallie Harmsen

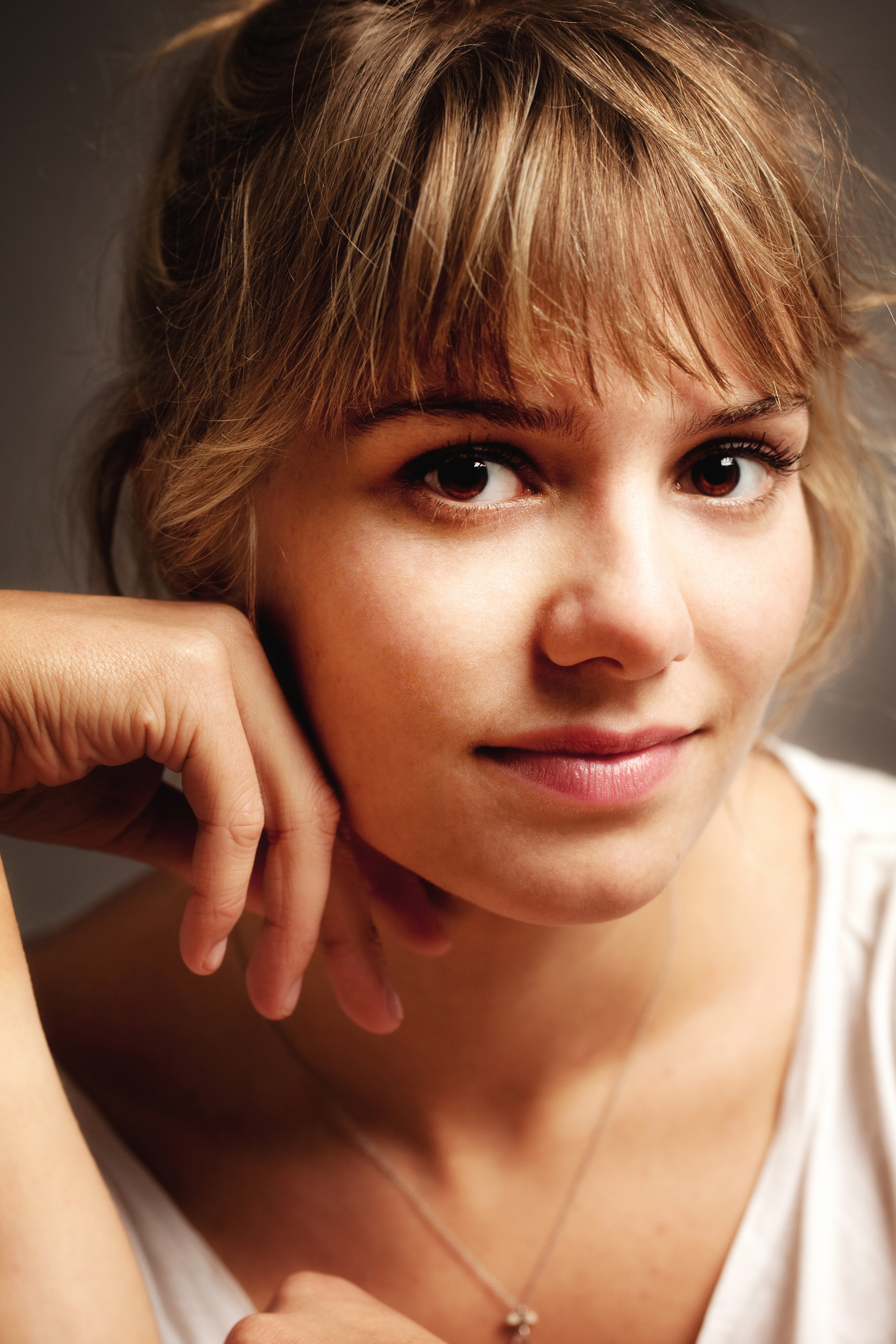
Sallie Harmsen

Sallie Harmsen (* 2. Mai 1989 in Amsterdam) ist eine niederländische Film- und Theaterschauspielerin.

## Leben
Sallie Harmsen ist seit 2004 als Schauspielerin in Film und Fernsehen zu sehen. Für ihre Leistungen in den Filmen Het echte leven und De geheimen van Barslet wurde sie für das Goldene Kalb nominiert. Sie absolvierte parallel zur Filmarbeit eine Schauspiel-Ausbildung an der Theaterakademie Maastricht. Nach ihrem Abschluss wurde sie 2013 ins Ensemble des Nationaltheaters in Den Haag übernommen.

## Filmografie (Auswahl)
- 2004: Snacken
- 2005: Ein Pferd für Winky (Het Paard van Sinterklaas)
- 2007: Wo ist Winkys Pferd? (Waar is het paard van Sinterklaas?)
- 2007: The Muse (De muze)
- 2007: The Making Of
- 2008: Het echte leven
- 2010: Sterke verhalen
- 2010: De vliegenierster van Kazbek
- 2010: Loft
- 2011: Die Heineken Entführung (De Heineken ontvoering)
- 2011: Pizza Maffia
- 2011: De geheimen van Barslet (Miniserie, 5 Folgen)
- 2012: Steekspel
- 2014: Kenau
- 2014: Lucia – Engel des Todes (Lucia de B.)
- 2015: Het mooiste wat er is
- 2016: Catch (Fernsehserie, 10 Folgen)
- 2016: De jacht (Fernsehserie, 6 Folgen)
- 2016: Copyrette (Kurzfilm)
- 2017: Blade Runner 2049
- 2017: Voetbalmaffia (Fernsehserie, 8 Folgen)
- 2019: Die Erben der Nacht (Heirs of the Night, Fernsehserie, 10 Folgen)
- 2020: The Postcard Killings
- 2020: Devils (Fernsehserie, 10 Folgen)
- 2020–2021: Doodstil (Fernsehserie, 4 Folgen)
- 2021: Mitra
- 2022: Moloch
- 2022: Zee Van Tijd
- 2022: Planeta Singli. Osiem historii – Uslysz mnie (Fernsehserie, Folge 1x08 Noc w Amsterdamie)
- 2022: Kommissar Van der Valk (Van der Valk, Fernsehserie, Folge 2x03 Payback in Amsterdam)
- 2023: Noise
- 2023: Oje, ich wachse! (Oei, ik groei!)
- 2023: De vuurlinie
- 2023: De Stamhouder (Miniserie, 8 Folgen)
- 2024: Sphinx (Fernsehserie, 6 Folgen)
- 2024: Until I Kill You  (Miniserie, 3 Folgen)
- 2024: Máxima (Fernsehserie, Folge 1x05)
- 2024: Het Boek van Alle Dingen